# Duello americano
Duello americano (Das amerikanische Duell) è un film muto del 1918 scritto e diretto da Harry Piel.

## Trama
Luzie van der Zypen, figlia di un grosso industriale, contatta il detective Kelly Brown affinché investighi sul suo fidanzato, Randolf Moor, che, negli ultimi tempi, si sta comportando in maniera molto strana. Brown scopre che Randolf è coinvolto in un affare poco pulito insieme a Weller, un fantino complice di un'avventuriera, la contessa Morris.

## Produzione
Il film fu prodotto dalla Naturfilm Friedrich Müller GmbH di Berlino.

## Distribuzione
In Germania, il film - che aveva avuto un visto di censura che ne vietava la visione ai minori - fu presentato al Tauentzienpalast di Berlino nel marzo 1918. A Monaco, nel visto fu aggiunta una dizione che diceva che il film "non dovrebbe essere pubblicizzato come un film poliziesco". A seconda delle censure dei diversi länder, la pellicola uscì nelle sale in differenti durate che andavano dai 1599 ai 1570 metri di lunghezza del film. Nell'ottobre 1922, ne venne approvata la visione anche in Italia con il visto numero 17466 e l'Universal ne distribuì una versione accorciata pari a 1.267 metri di lunghezza.